# Condado de Pontotoc (Mississippi)
O Condado de Pontotoc é um dos 82 condados do estado norte-americano do Mississippi. A sua sede de condado é Pontotoc, que é também a sua maior cidade.
O condado tem uma área de 1298 km² (dos quais 10 km² estão cobertos por água), uma população de 29 957 habitantes, e uma densidade populacional de 21 hab/km² (segundo o censo nacional de 2010). O condado foi fundado em 1836 e o seu nome significa, na língua dos ameríndios Chickasaw, "terra de uvas".